# Grenadier
Grenadier Hohoemi no Senshi (グレネーダー　～ほほえみの閃士～ Grenadier Hohoemi no Senshi?, lit. Grenadier, la pistolera sonriente), también llamado Grenadier (グレネーダー?), es un manga original de Sōsuke Kaise estrenado en el año 2003 y adaptado a una serie de anime de 12 capítulos en el año 2004.

## Sinopsis
Este es un mundo muy similar al Japón medieval, pero con la diferencia de que se conocen las armas de fuego y existe gente muy hábil en su uso, quienes cada día que pasa ocupan un poco más el lugar de los orgullosos samurái, estos pistoleros son los llamados Senshi, quienes a diferencia de los espadachines, no poseen un código de honor que obedecer a la hora de combatir.
Pero entre ellos un día aparece Rushuna Tendo, una senshi viajera muy hábil y bella que tiene como código de conducta el respeto por la vida y el imponerse a sus oponentes a través de lo que llama "la eliminación del deseo de combatir" por medio de su sonrisa y también de sus enormes pechos, es decir, apelar a los sentimientos del individuo para que desista en la batalla y así nadie salga herido.
La historia comienza cuando unos samurái intentan recobrar a su señor y también al castillo, que han sido tomados por una banda de senshi, para ello han contratado a Yayiroi Kojima, un espadachín muy hábil, pero aun así no son rivales para los fusiles, ametralladoras y AK-47 de los senshi, por lo que deben huir. Mientras se esconde, Yajiro se encuentra con Rushuna, quien lo oculta en la fuente termal donde se está bañando, posteriormente, Yajiro vuelve al castillo seguido de Rushuna, quien al verlo en peligro lo protege y salva al señor del castillo revelándose como una senshi extremadamente poderosa y respetuosa por la vida ajena. Ante esto, y a pesar de odiar a los senshi, Yajiro decide acompañarla en su viaje.

## Personajes

### Personajes principales
- Rushuna Tendo: Es la protagonista de la historia, a primera vista demuestra que es solo una joven rubia de aspecto inocente, fanática de los baños termales y cuya única característica particular parece ser su gigantesco busto: aún al saber que es una Senshi, muchos la subestiman, ya que solo porta una pistola de seis tiros, pero en realidad, esta joven ha sido entrenada desde su infancia para ser uno de los mejores pistoleros de la Capital Celestial. Fue una de las dos guardaespaldas a quienes se encomendó la tarea de proteger a la Emperatriz, para ello se le preparó para poder disfrazarse de manera que nadie la diferencie de la verdadera soberana, además de las habilidades con armas de fuego con las que sería totalmente letal si no fuera porque no desea tomar vidas ajenas. Su arma tiene la particularidad de que no puede ser percutida por alguien que no aprecie el valor de la vida humana, o como la llaman lo espadachines El peso de la vida; a pesar de que su arma solo tiene seis tiros, posee una técnica para recargarla, en la cual arroja las balas al aire y, con su precisión única, logra hacerlas encajar en la nuez en una fracción de segundo, lo que le permite disparar continuamente más de seis tiros.

- Yayiroi Kojima: Es un mercenario espadachín y temerario, apodado El Tigre de la retaguardia, ya que lo caracteriza que, en combate, mientras más acorralado está o más desesperada sea su situación, mayor es su ferocidad contra el enemigo; aunque para Rushuna es solo Ya-chan. Hace un año intentó, junto a sus compañeros y su maestro, tomar la Capital Celestial, el plan fue un desastre, ya que aquellos que no fallecieron en el viaje, fueron asesinados en la Ciudad Celestial por uno de los Diez Guerreros Celestiales del ejército de senshis que protegen a la Emperatriz, desde ese día se dedica a ser un mercenario. Es un samurái en todo el sentido, muy orgulloso y apegado a su código de conducta, desprecia a los senshi, ya que su maestro le enseñó que al matar a un hombre con la katana puedes sentir el peso de su vida y verlo a los ojos al morir, mientras que al apretar el gatillo esto se pierde y no se aprecia el verdadero valor de la vida de tu enemigo, lo cual es una falta de respeto y honor; a pesar de esto, al conocer a Rushuna, decide acompañarla en su viaje para entenderla y poder hacerse con el poder que ella posee, poco a poco va cambiando y aceptando un poco de la filosofía de su compañera.

- Mikan Kurenai: Una niña huérfana que trabaja en La torre del Melocotón, un prostíbulo que fue fundado por Touka para llevar allí a todas las víctimas de los senshi que atacaban a los poblados. Es una niña impulsiva, por lo general se dedica a robar las armas de la gente que visita La torre del Melocotón para asesinar con ellas a los bandidos que pudieran acercarse, a quienes odia ya que un grupo de ellos asesinó a sus padres, unos humildes artesanos y vendedores de globos. Cuando conoce a Rushuna intenta robar su pistola, pero se encuentra con que no puede dispararla; posteriormente la acompaña en sus viajes para entender mejor la filosofía de la Senshi Sonriente. Tiene una habilidad increíble para crear lo que sea con los globos, arte que ha heredado de sus padres y ahora ella usa para defenderse en su viaje.

### Otros Personajes
- Tenshi: Es la verdadera emperatriz de la Ciudad Celestial, una mujer que posee convicciones tranquilas. Es quien enseñó a Rushuna la filosofía de eliminar el deseo de combatir y regalar una sonrisa al enemigo. Al ver el gran potencial que tenía la envió en un viaje para que aprendiera y desarrollara su propia versión de esta filosofía, poco después, Doji Kaijan y su otra guardaespaldas y doble, Setsuna Omido, la secuestraron y encerraron mientras tomaban el poder y dirigían el reino bajo sus propias convicciones y objetivos. Su nombre se traduce como Ángel y en algunas traducciones se le llama erróneamente Emperatriz como si fuera su nombre en vez de su cargo.

- Setsuna Omido : Sustituta de la Emperatriz. Adopta la forma de ésta y toma el control de la Capital Celestial y del resto de los Diez Guerreros Celestiales, con la intención de apoderarse del mundo. Sus habilidades en lucha y disparo son equivalentes a las de Rushuna, debido a que fueron sometidas al mismo entrenamiento. Doshi y ella son amantes y este la ha convencido de que la emperatriz impone su filosofía a los demás haciéndoles creer que es propia sin darse cuenta de que es Doshi quien lo hace con ella. Después de su derrota a manos de Rushuna en el último episodio, decide viajar para así poder aprender más sobre el mundo en el que está y encontrar su propia forma de eliminar su deseo de combatir.

- Doshi Kaizan: Llamado Arlequín por vestirse como un bufón; su verdadera identidad es la de Doshi, maestro y comandante de Yajiro. Años atrás se presentó ante la Emperatriz, quien acababa de ascender al trono, intentando convencerla de usar la fuerza y el terror para gobernar, sus ideas fueron rechazadas, por lo que convenció a Setsuna para que la suplantara y así poder gobernar, pero solo utiliza a ésta como una herramienta. Como Doshi, otra identidad ajena a Arlequín, reunió un grupo de espadachines, quienes descontentos con el cambio sufrido misteriosamente por la Emperatriz, se dirigieron a la capital para derrocarla viajando a través de los caminos más peligrosos. De esta misión el único sobreviviente fue Yajiro, discípulo de Doshi, quien al creer muerto a su maestro se dedicó a viajar hasta encontrar el modo de hacer realidad el deseo de sus camaradas muertos; lo que ninguno de ellos sabía, era que en realidad el ataque estaba destinado a ser un fracaso, su verdadero objetivo era ver si alguno de ellos sobrevivía a todas la penurias para convertirlo en otro sirviente de Doshi. Es el único que puede controlar el poder de La Iluminación del Diablo, un arma que ataca desintegrando todo lo que se le pone en frente y que se fusiona con la persona que la porta. Es además quien puso en manos de Fu Long esta tecnología. Jamás le ha interesado el combate justo, todo lo que le enseñó a Yajiro fue solo una coartada para parecer un guerrero a quien seguir y obedecer.

- Kasumi : Es una prostituta de la Ciudad Celestial. En tiempos anteriores fue uno de los compañeros de Yajiro, pero al ser repelidos por Touka se quedó en la ciudad bajo ese perfil aparentemente para esperar alguna oportunidad. Hace la función de agente doble en la Capital Celestial, es decir, aunque pretendiendo imitar la actuación de un rebelde, en secreto es un espía de Doushi Kaizan (Arlequín) y Setsuna Omido. Utiliza una escopeta como arma la que oculta en una manta que carga para "atender" a sus clientes.

- Tenma Ganzo : Hombre robusto (que tiende a parecerse a un payaso) jefe de la banda de senshi que participaron en la muerte de los padres de Mikan. En el sexto episodio Rushuna lo derrota cuando intenta apoderarse de La Torre del Melocotón, uniéndose él posteriormente con Touka para reconstruir el local.

- Fu Long : Joven rey de 17 años. Fue manipulado hace diez años por Arlequín, el cual le hizo usar la Iluminación del Demonio con el fin de proteger su reino. Al morir su padre cuando él solo tenía siete años, Doshi se presentó a él diciéndole que solo por medio de la iluminación del Diablo podría proteger a su pueblo, desde entonces ha nacido la leyenda de un senshi gigante de cabello rubio que asesina a todo el que se acerca a su reino. A vista de todos es solo un joven con la apariencia de un infante (efecto secundario de la iluminación en él) que se esmera por darles una vida feliz a sus súbditos, pero en realidad cuando activa su arma esta muta en una armadura impenetrable que lo transforma en el gigante del que todos temen.

- Koto : Muchacha adolescente que invitó a Rushuna y a Yajiro a baños medicinales. Es la prometida del rey Fu Long. Cuando Arlequín atacó a Rushuna, también disparó a Koto, por lo cual por primera vez en muchos años, Rushuna atacó el castillo con el deseo de destruir y dañar a la gente.

- Zoushi Banmaru : Maestro en el arte de las máquinas, el cual aspira a convertirse en uno de los Diez Guerreros Celestiales. En sexto episodio es derrotado por Rushuna y, al igual que Ganzo, se une a Touka para reconstruir su burdel y dotarlo de nuevos inventos.

### Los Guerreros Celestiales
- Grenadier: El Senshi Supremo. No existe en la actualidad un portador de este título, es el mejor de todos y el más sanguinario, para ganar el título es necesario haber combatido contra todos los guerreros celestiales y haberlos derrotado por completo, a lo largo de la historia se ha generado toda una leyenda respecto a este título y quien lo porte, llegando a ser un honor conferido solo por el gobernante de la ciudad Celestial.

- Touka Kurenai: El primero de los Diez Guerreros Celestiales de la Capital Celestial. Ella fue quien repelió al ejército de Yajiro que intentó atacar la Capital. Pero una enfermedad al corazón, que sufre, la hizo retirarse de su puesto poco después. En su viaje se encontró con muchas jóvenes sin hogar y a merced de los bandidos, para protegerlas, fundó La torre del Melocotón, un prostíbulo donde trabaja junto a las jóvenes, mientras las protege del peligro. Cuando conoció a Rushuna se enfrentó a ella creyéndola enemiga de la Emperatriz, pero al ver el respeto que ella presentaba por su enemigo comprendió que era un error, por lo que se convirtió en su amiga y aliada. Su arma es la Kensousen o Lanza de Puño Explosivo, una lanza de impacto con punta roma que al golpear hace explotar el objetivo.

- Souma Sanzo : El senshi del Arma Sónica, llamado El Bardo de la corte. Su arma produce ondas ultrasónicas cuando toca con sus guantes un teclado acordeón. El objeto (El Transmisor de Ondas Ultrasónicas) opera transmitiendo las ondas ultrasónicas en el aire. Sus vibraciones pueden afectar el equilibrio y a la percepción sensorial. Cuando se enfrenta a Rushuna, esta usa la nuez de su revólver como una boleadora para emitir una onda opuesta que cancela la emitida por Souma, gracias a lo cual, lo pudo derrotar, finalmente, es asesinado por Arlequín después de la derrota ocasionada por Rushuna. Aparece únicamente en el séptimo episodio.

- Teppa Aizen: Un amigo de la infancia de Rushuna que se caracteriza por ser muy pervertido. Siempre está en busca de mujeres que cumplan con sus altos estándares en lo que se refiere a estética y sensualidad pero, hasta ahora, la única mujer que ha encontrado que le ha parecido satisfactoria es Rushuna. En realidad es muy fuerte y con técnicas letales; su familia ha sido desde generaciones una de las más leales al trono y posee una técnica de pelea que le ha asegurado a cada generación un puesto entre los Diez Guerreros Celestiales. Ahora es el turno de Teppa, quien fue entrenado desde muy pequeño por su padre para no deshonrar el nombre de su familia. En general se viste como un encapuchado, con un manto púrpura que lo cubre por entero; esta túnica es el secreto de su familia, ya que durante generaciones se han dedicado a la extracción y refinamiento del diamante, el cual han logrado mezclar con los metales más resistentes que hay en la forma de un delgado hilo con el que tejieron la llamada Capa Milenaria de la familia Aizen. El poder de Teppa, radica en que posee la habilidad de moldearla y plegarla con pequeños y cortos movimientos, pasando a ser de una ligera capa a una impenetrable barrera o una afilada lanza, además porta unos guantes que al golpear hacen explotar el objetivo y que al envolverse la túnica sobre él a modo de cilindro, puede usar como un cañón. Cuando la emperatriz le da la orden de ejecutar a Rushuna, él le da la opción a su amiga de escoger entre no seguir con su viaje a la Capital Celestial o morir en sus manos, razón por la que combaten pero, contra toda expectativa, Teppa pierde y queda desolado al haber avergonzado a su familia. Rushuna le muestra que no hay nada de malo en la derrota y que no debe renegar de su verdadero yo a pesar de las presiones, a partir de ese momento Teppa se dedicará a proteger a Rushuna, aunque no la acompañe en su viaje.

- Fuuka Shirato : Senshi de la Danza de la Nieve. Uno de los camaradas caídos de Yajiro durante el viaje a la Ciudad Celestial. Vive únicamente debido a su simbiosis con la Iluminación del Diablo. Aparece únicamente en el noveno episodio. No es para nada fuerte o hábil, ya que la única razón por la que se le nombró Guerrero celestial fue para enfrentarse a su amado Yajiro y este se tentara a unirse al Arlequín.

- Suirou : Senshi del Lago. Es un peleador submarino que defiende el lago a la entrada de la Capital Celstial. Bajo el agua escribe mensajes en una pizarra a su enemigo para que éste entienda lo que le quiere hacer o decir. Lucha con las garras de hierro o con un lanzador de torpedos, tiene un propulsor de aire comprimido en su espalda, gracias a lo cual, se mueve a gran velocidad. Asesinado por Arlequín después de la derrota de Rushuna. Aparece únicamente en el décimo episodio.

## Capítulos
| #   | Título Español                                           | Título Japonés          | Emisión Original |
| --- | -------------------------------------------------------- | ----------------------- | ---------------- |
| 1.  | La Senshi Sonriente                                      | ほほえみの閃士          | 2004-10-14       |
| 2.  | Persiguiendo a Rushuna                                   | 狙われた琉朱菜          | 2004-10-21       |
| 3.  | La iluminación del diablo                                | 魔の閃                  | 2004-10-28       |
| 4.  | La ciudad que no ríe                                     | 笑わない町              | 2004-11-04       |
| 5.  | ¡Touka Kurenai!, la Senshi de la Lanza de Puño Explosivo | 爆裂！拳槍閃．紅桃華    | 2004-11-11       |
| 6.  | La venganza de Mikan, la artista de los globos           | 風船使い みかんの仇討ち | 2004-11-18       |
| 7.  | Hacia la Capital                                         | いざ、天都へ            | 2004-11-25       |
| 8.  | Teppa Aizen, el enemigo de mis recuerdos                 | 想い出の敵・藍前鉄破    | 2004-12-02       |
| 9.  | Cuando la nieve danza                                    | 風花、舞う時…           | 2004-12-09       |
| 10. | En la Ciudad Celestial                                   | 天都入り                | 2004-12-16       |
| 11. | Reencuentro con la emperatriz                            | 天子との対決            | 2005-01-06       |
| 12. | Lo que he aprendido durante el viaje                     | 旅で身につけたもの      | 2005-01-13       |

## Información del OST
| Original Sound Track |                             |                                     |       |                               |                                                 |
| Track                | Title                       | Japanese                            | Track | Title                         | Japanese                                        |
| 1.                   | Kohaku                      | KOHAKU テレビサイズ WOWOW版OPテーマ | 18.   | Toraware no Ten               | 捕らわれの天                                    |
| 2.                   | Kouya wa Iku                | 荒野を行く                          | 19.   | Ma ni Hirameku                | 魔に閃く                                        |
| 3.                   | No wo Kakeru Hirameki       | 野を駆ける閃き                      | 20.   | Hijuu Fuusen                  | 飛鷲風船                                        |
| 4.                   | Shingari no Tora            | しんがりの虎                        | 21.   | Ashiki Kokoro Ni              | 悪しき心に                                      |
| 5.                   | Hikigane no Omomi           | 引き金の重み                        | 22.   | Hiwaza no Kage ni Wa          | 秘技の影には                                    |
| 6.                   | Tabi no Hate wa             | 旅の果てには                        | 23.   | Shungeki                      | 瞬撃                                            |
| 7.                   | Tenshi                      | 天使                                | 24.   | Senjutsu Hirameki             | 戦術閃く                                        |
| 8.                   | Bishoumi wa Saikyou no Buki | 微笑みは最強の武器                  | 25.   | Kessen no Miyako He           | 決戦の都へ                                      |
| 9.                   | Giri no Ten                 | 偽りの天                            | 26.   | Tenohira                      | 掌                                              |
| 10.                  | Giwaku no Machi he          | 疑惑の街へ                          | 27.   | Tsuchi no Michi wo Hazuretemo | 士の道を外れても                                |
| 11.                  | Habikoru Aku                | はびこる悪                          | 28.   | Senmetsu Senshi               | 殲滅閃士                                        |
| 12.                  | Sen no Nai Se Ni            | 戦のない世に                        | 29.   | Kanashimi ni Makenaide        | 悲しみに負けないで テレビサイズ WOWOW版EDテーマ |
| 13.                  | Soshite Tabi He             | そして旅へ                          | 30.   | Eyecatch A                    | アイキャッチa                                   |
| 14.                  | Tatakai wo Nikuyande        | 戦いを憎んで                        | 31.   | Eyecatch B                    | アイキャッチb                                   |
| 15.                  | Mou Egao wa Tsukurenai      | もう、笑顔は作れない                | 32.   | Akatsuki no Sora wo Kakeru    | 暁ノ空ヲ翔ル（テレビサイズ                      |
| 16.                  | Kamen no Shita no...        | 仮面の下の・・・                    | 33.   | Hana no Youni                 | 花のように（テレビサイズ)                       |
| 17.                  | Kyoudai Naru Shikaku        | 強大なる刺客                        |       |                               |                                                 |

| 暁ノ空ヲ翔ル | 暁ノ空ヲ翔ル                   | wowow版オープニング/エンディングテーマ | wowow版オープニング/エンディングテーマ          |
| #            | Título                         | #                                      | Título                                          |
| 1.           | 暁ノ空ヲ翔ル (Elements Garden) | 1.                                     | 悲しみに負けないで                              |
| 2.           | 花のように                     | 2.                                     | KOHAKU                                          |
| 3.           | 暁ノ空ヲ翔ル (VOCAL)           | 3.                                     | TRUE LOVE －通りがかり弾き語りヴァージョン－    |
| 4.           | 花のように (VOCAL)             | 4.                                     | 悲しみに負けないで －Ｉｎｓｔｒｕｍｅｎｔａｌ－ |
|              |                                | 5.                                     | ＫＯＨＡＫＵ －Ｉｎｓｔｒｕｍｅｎｔａｌ－       |